# Carn a' Choire Boidheach
Carn a' Choire Boidheach är ett berg i Storbritannien.   Det ligger i kommunen Aberdeenshire och riksdelen Skottland, i den norra delen av landet, 600 km norr om huvudstaden London. Toppen på Carn a' Choire Boidheach är 1 110 meter över havet, eller 151 meter över den omgivande terrängen. Bredden vid basen är 3,1 km.
Terrängen runt Carn a' Choire Boidheach är huvudsakligen kuperad.Runt Carn a' Choire Boidheach är det glesbefolkat, med 12 invånare per kvadratkilometer. Närmaste större samhälle är Ballater, 18,4 km nordost om Carn a' Choire Boidheach. Trakten runt Carn a' Choire Boidheach består i huvudsak av gräsmarker.